# أكيرا كيتاجوتشي
أكيرا كيتاجوتشي (北口 晃) ولد 8 مارس 1935 هو لاعب كرة قدم ياباني شارك في دورة الألعاب الأولمبية الصيفية عام 1956 في ملبورن.,

## روابط خارجية
- أكيرا كيتاجوتشي على موقع ناشيونال فوتبول تيمز (الإنجليزية)
- أكيرا كيتاجوتشي على موقع عالم كرة القدم.نت (الإنجليزية)
- أكيرا كيتاجوتشي على موقع أوليمبيديا (الإنجليزية)

1. ↑  "Japan International Matches - Details 1951-1959". مؤسسة إحصاءات وثيقة لرياضة كرة القدم. مؤرشف من الأصل في 2018-09-30. اطلع عليه بتاريخ 2009-04-24.